# دونالد راي بولوك
دونالد راي بولوك (بالإنجليزية: Donald Ray Pollock)‏ (23 ديسمبر 1954 في الولايات المتحدة)؛ كاتب وروائي أمريكي. درس في جامعة ولاية أوهايو.

## الجوائز
- زمالة غوغنهايم

## روابط خارجية
- دونالد راي بولوك على موقع IMDb (الإنجليزية)
- دونالد راي بولوك على موقع مونزينجر (الألمانية)
- دونالد راي بولوك على موقع إن إن دي بي (الإنجليزية)